# 病歷隱私權
病患隱私權，又称为病歷隱私權或醫療隱私權，是信息隐私权的一種，隐私权是患者享有的一项重要的人格权。病人的病情和健康状况被视作私人信息和秘密，因此受到隐私权的保障，非经同意不得泄漏病人医疗上的秘密。医疗机构和从业人员有为保密的义务。同时，隐私权的保护范围受公共利益限制。

## 病患隐私权的原因
學者認為對病人而言，隱私是基於個人對自我的認知，存在於人與人之間的共同生活中。有社會生活自然存在隱私， 而醫療行為又是社會活動的一部份，所以病人需要隱私。 醫療隱私權屬基本人權的一種，對病人隱私的保障，可謂對人表示尊重的具體表現。基於人性尊嚴的考量，應保障病人隱私。 多數病人的就醫行為是基於個人對身體的自主控制，進而提供自身的醫療資料。保障病人隱私的另一層意義，是對個人行使自主權的尊重。由醫病關係來看，醫病之間的信賴是病人提供充分資訊的基本要件。病人期望醫事人員對其資料絕對保密，同時認為法律會給予嚴密規範，因而在需要治療時，願意充分提供個人完整資訊。

## 法規

### 台灣
- 根據中華民國醫事法、傳染病防治法。[2]
- 政府機關、醫事機構、醫事人員及其他因業務知悉傳染病或疑似傳染病病人之姓名、病歷及病史等有關資料者，不得洩漏。

## 病患隐私权的限制
基於公共衛生及大眾利益考量，病患隱私權並非無限上綱，須有一定的規範。例如，中華民國的傳染病防治法第三十七條第一項及第二項規定，醫師診治病人或醫師、法醫師檢驗屍體，發現傳染病或疑似傳染病時，應視實際情況立即採行必要之感染控制措施，並報告該管主管機關。病人情況有異動時，亦同。第三類傳染病應於1 週內完成，必要時中央主管機關得調整之。另外中華民國的傳染病防治法第三十八條也規定，醫師以外醫事人員執行業務，發現傳染病病人、疑似傳染病病人，或因而致死之屍體時，應即報告醫師或依規定報告。 醫療（事）機構應指定專責人員負責督促所屬醫事人員依規定辦理。這些規定均为對病患隱私的限制的例子，西方國家也有類似的規定。
2008年5月，台灣曾發生多重抗藥性肺結核病患逃離醫院的事件，在當時衛生署疾管局為避免該病患在外過久將病傳染他人，首次依《電腦處理個人資料保護法》第8條，《政府資訊公開法》第18條及《行政執行法》第36條，公佈該病患的姓名及照片，以請民眾協助找尋。
作為醫事機構或其署專業工作人員，對於病患隱私及病歷之內容皆不得任意洩露。

### 引用
任何人的私生活、家庭、住宅和通信不得任意干涉，他的荣誉和名誉不得加以攻击。人人有权享受法律保护，以免受这种干涉或攻击。——《世界人权宣言》第12条
1. ↑  《中华人民共和国执业医师法》第二十二条第三款
2. ↑  醫事人員人事條例